# Contea di Crook (Oregon)
La contea di Crook (in inglese Crook County) è una contea dello Stato dell'Oregon, negli Stati Uniti. La popolazione al censimento del 2000 era di 19 182 abitanti. Il capoluogo di contea è Prineville.

## Geografia
La contea si trova al centro dello Stato. La contea è attraversata dalla Catena delle Cascate.

### Contee confinanti
- Contea di Wheeler - nord-est
- Contea di Grant - est
- Contea di Harney - sud-est
- Contea di Deschutes - sud-ovest
- Contea di Jefferson - nord-ovest

## Storia
La contea fu istituita nel 1882 e fu chiamata così in onore del generale George Crook. I confini attuali furono fissati nel 1927.

## Comuni
L'unica city è Prineville, il capoluogo.